# Mistrovství světa v orientačním běhu 1989
13. Mistrovství světa v orientačním běhu proběhlo ve dnech 17. až 20. září 1989. Pořadatelskou zemí bylo Švédsko. Hlavním dějištěm závodů tehdy bylo poblíž města Skövde, které leží v regionu Skaraborg. V mužské kategorii startovalo 58 závodníků a v ženách 56 závodnic. Štafetového závodu se zúčastnilo 19 mužských čtyřčlenných a 15 ženských čtyřčlenných štafet z 26 zemí světa. Běželo se na mapách s názvy Kleven a Otterstorp. Československo reprezentovali: Josef Hubáček, Zdeněk Zuzánek, Jozef Pollák, Petr Vavrys, Petr Utinek, Jana Cieslarová, Petra Wagnerová, Ada Kuchařová, Jana Galíková a Lucie Komancová.

## Výsledky Individuálního závodu
| Muži                                     | Muži                                     | Muži                                     | Muži                                     | Muži                                     | Ženy                                     | Ženy                                     | Ženy                                     | Ženy                                     | Ženy                                     |
| ---------------------------------------- | ---------------------------------------- | ---------------------------------------- | ---------------------------------------- | ---------------------------------------- | ---------------------------------------- | ---------------------------------------- | ---------------------------------------- | ---------------------------------------- | ---------------------------------------- |
| - Traťové parametry: 17,7 km, 24 kontrol | - Traťové parametry: 17,7 km, 24 kontrol | - Traťové parametry: 17,7 km, 24 kontrol | - Traťové parametry: 17,7 km, 24 kontrol | - Traťové parametry: 17,7 km, 24 kontrol | - Traťové parametry: 9,75 km, 15 kontrol | - Traťové parametry: 9,75 km, 15 kontrol | - Traťové parametry: 9,75 km, 15 kontrol | - Traťové parametry: 9,75 km, 15 kontrol | - Traťové parametry: 9,75 km, 15 kontrol |
| Umístění                                 | Země                                     | Jméno                                    | Čas                                      | Ztráta                                   | Umístění                                 | Země                                     | Jméno                                    | Čas                                      | Ztráta                                   |
|                                          | Norsko                                   | Petter Thoresen                          | 1:36:16                                  |                                          |                                          | Švédsko                                  | Marita Skogumová                         | 1:04:06                                  |                                          |
|                                          | Švédsko                                  | Kent Olsson                              | 1:39:26                                  | + 0:03:10                                |                                          | Československo                           | Jana Galíková                            | 1:05:30                                  | + 0:01:24                                |
|                                          | Norsko                                   | Havard Tveite                            | 1:39:57                                  | + 0:03:41                                |                                          | Sovětský svaz                            | Alida Abolaová                           | 1:08:13                                  | + 0:04:07                                |
| 16.                                      | Československo                           | Zdeněk Zuzánek                           | 1:45:14                                  | + 0:08:58                                | 9.                                       | Československo                           | Ada Kuchařová                            | 1:11:06                                  | + 0:07:00                                |
| 17.                                      | Československo                           | Jozef Pollák                             | 1:45:22                                  | + 0:09:06                                | 17.                                      | Československo                           | Jana Cieslarová                          | 1:14:15                                  | + 0:10:09                                |
| 34.                                      | Československo                           | Josef Hubáček                            | 1:54:08                                  | + 0:17:52                                | 21.                                      | Československo                           | Lucie Komancová                          | 1:18:26                                  | + 0:14:20                                |
| 35.                                      | Československo                           | Petr Utinek                              | 1:54:12                                  | + 0:17:56                                |                                          |                                          |                                          |                                          |                                          |

## Výsledky štafetového závodu
| Muži                                                                           | Muži                                                                           | Muži                                                                           | Muži                                                                           | Muži                                                                           | Ženy                                                                           | Ženy                                                                           | Ženy                                                                           | Ženy                                                                           | Ženy                                                                           |
| ------------------------------------------------------------------------------ | ------------------------------------------------------------------------------ | ------------------------------------------------------------------------------ | ------------------------------------------------------------------------------ | ------------------------------------------------------------------------------ | ------------------------------------------------------------------------------ | ------------------------------------------------------------------------------ | ------------------------------------------------------------------------------ | ------------------------------------------------------------------------------ | ------------------------------------------------------------------------------ |
| - Traťové parametry: 1. úsek ? km / 2. úsek ? km / 3. úsek ? km / 4. úsek ? km | - Traťové parametry: 1. úsek ? km / 2. úsek ? km / 3. úsek ? km / 4. úsek ? km | - Traťové parametry: 1. úsek ? km / 2. úsek ? km / 3. úsek ? km / 4. úsek ? km | - Traťové parametry: 1. úsek ? km / 2. úsek ? km / 3. úsek ? km / 4. úsek ? km | - Traťové parametry: 1. úsek ? km / 2. úsek ? km / 3. úsek ? km / 4. úsek ? km | - Traťové parametry: 1. úsek ? km / 2. úsek ? km / 3. úsek ? km / 4. úsek ? km | - Traťové parametry: 1. úsek ? km / 2. úsek ? km / 3. úsek ? km / 4. úsek ? km | - Traťové parametry: 1. úsek ? km / 2. úsek ? km / 3. úsek ? km / 4. úsek ? km | - Traťové parametry: 1. úsek ? km / 2. úsek ? km / 3. úsek ? km / 4. úsek ? km | - Traťové parametry: 1. úsek ? km / 2. úsek ? km / 3. úsek ? km / 4. úsek ? km |
| Umístění                                                                       | Země                                                                           | Jméno                                                                          | Čas                                                                            | Ztráta                                                                         | Umístění                                                                       | Země                                                                           | Jméno                                                                          | Čas                                                                            | Ztráta                                                                         |
|                                                                                | Norsko                                                                         | Øyvin Thon Rolf Vestre Petter Thoresen Havard Tveite                           | 4:06:01                                                                        |                                                                                |                                                                                | Švédsko                                                                        | Karin Rabeová Arja Hannusová Kerstin Haglundová Marita Skogumová               | 3:43:46                                                                        |                                                                                |
|                                                                                | Švédsko                                                                        | Kent Olsson Michael Wehlin Jörgen Mårtensson Håkan Eriksson                    | 4:09:04                                                                        | + 0:03:03                                                                      |                                                                                | Československo                                                                 | Petra Wagnerová Jana Cieslarová Ada Kuchařová Jana Galíková                    | 3:44:01                                                                        | + 0:00:15                                                                      |
|                                                                                | Finsko                                                                         | Keijo Parkkinen Ari Kattainen Peter Ivars Reijo Mattinen                       | 4:10:22                                                                        | + 0:04:21                                                                      |                                                                                | Finsko                                                                         | Marja Liisa Portinová Ulla Manttariová Annika Viiloová Eija Koskivaaraová      | 3:47:35                                                                        | + 0:03:49                                                                      |
| 6.                                                                             | Československo                                                                 | Josef Hubáček Jozef Pollák Petr Vavrys Zdeněk Zuzánek                          | 4:18:30                                                                        | + 0:12:29                                                                      |                                                                                |                                                                                |                                                                                |                                                                                |                                                                                |

## Medailová klasifikace podle zemí
Úplná medailová tabulka:
| Umístění | Země           | Zlato | Stříbro | Bronz | Součet |
| -------- | -------------- | ----- | ------- | ----- | ------ |
|          | Švédsko        | 2     | 2       | 0     | 4      |
|          | Norsko         | 2     | 0       | 0     | 3      |
|          | Československo | 0     | 2       | 0     | 2      |
| 4.       | Finsko         | 0     | 0       | 2     | 2      |
| 5.       | Sovětský svaz  | 0     | 0       | 1     | 1      |